# Alex aurantiata
Alex aurantiata es una especie de polilla de la familia Geometridae, descrita por primera vez por William Warren en 1904 con distribución en el noreste de Indonesia. El holotipo de la especie fue descrita en las islas Obi. Es una polilla grande con una envergadura de 50 milímetros (2 plg).

## Descripción
El ala anterior es amarilla, los planos basal, costal y posterior ligeramente salpicados de manchas y estrías de color oliva oscuro. La porción interior pálida del ala está generalmente menos moteada y a veces bastante clara. Cuenta con una amplia mancha celular negra y redonda. El ala posterior cuenta con una línea a nivel de la vena 6 que es más gruesa y una franja amarilla con el área costal por encima de la vena subcostal de color amarillo pálido y sin motas. La parte inferior de las alas es de color amarillo más oscuro, con manchas más gruesas y negras.
La cabeza exterior y los palpos son de color negro aterciopelado mientras que el segundo segmento de los palpos por debajo es de color amarillo intenso, igualmente el tórax y abdomen que son de color amarillo. Los fémures son de color amarillo y las patas delanteras y medias de color negruzco por fuera y rojo por dentro.